# دينوش

تعديل مصدري - تعديل

دينوش هي إحدى قرى عزلة جيشان بمديرية جيشان التابعة لمحافظة أبين، بلغ تعداد سكانها 145 نسمة حسب تعداد اليمن لعام 2004.